# Requin nez noir
Vous lisez un « bon article » labellisé en 2014.
Carcharhinus acronotus
Espèce
Synonymes
- Prionodon cucuri Castelnau, 1855
- Prionodon curcuri Castelnau, 1855
- Squalus acronotus Poey, 1860 (protonyme)

Statut de conservation UICN

 NT  : Quasi menacé
Le Requin nez noir (Carcharhinus acronotus) est une espèce de requins appartenant à la famille des Carcharhinidae. Il est commun dans les eaux tropicales et subtropicales de l'Ouest de l'océan Atlantique. Cette espèce vit généralement dans les eaux côtières dans les herbiers marins et les habitats de sable et de graviers, les adultes préférant des eaux plus profondes que les jeunes. Ce requin mesure généralement au moins 1,3 m de long. Il a une forme élancée avec un long museau arrondi, de grands yeux et une première nageoire dorsale courte. Son nom commun provient de la marque noire visible à l'extrémité de son museau, bien qu'elle soit parfois difficile à distinguer chez les individus les plus âgés.
Le Requin nez noir se nourrit principalement de petits poissons et céphalopodes, et est lui-même une proie pour des requins plus imposants. Comme les autres membres de sa famille, il est vivipare et l'embryon se développe grâce à une alimentation assurée par une connexion au placenta. La femelle donne naissance à trois à six jeunes à la fin du printemps ou au début de l'été, tous les ans ou tous les deux ans, après une période de gestation qui dure entre huit et onze mois. Cette espèce n'est pas connue pour attaquer l'Homme. Elle a une importance mineure pour la pêche commerciale et la pêche sportive. L'Union internationale pour la conservation de la nature l'a classée comme étant « quasi-menacée ». En 2009, la National Oceanic and Atmospheric Administration des États-Unis déclare que les populations de Requins nez noir vivant au large des côtes du pays sont victimes de la surpêche, et propose de nouvelles mesures de protection.

## Description

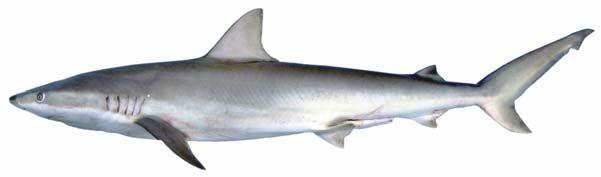
Le Requin nez noir a un corps élancé, un long museau et une première nageoire dorsale et des nageoires pectorales réduites.

Le Requin nez noir a un corps mince et élancé avec un long museau arrondi et de grands yeux. Les ouvertures inhalantes et exhalantes des narines sont séparées par un rabat de peau. Il y a respectivement de 12 à 13 et de 11 à 12 rangées de dents de chaque côté des mâchoires supérieure et inférieure, avec une ou deux dents au niveau de la symphyse. Les dents sont triangulaires et obliques, avec des bords dentelés. Les dents supérieures sont plus épaisses que les dents inférieures. Les cinq paires de fentes branchiales sont courtes, mesurant moins d'un tiers de la longueur de la base de la première nageoire dorsale,.

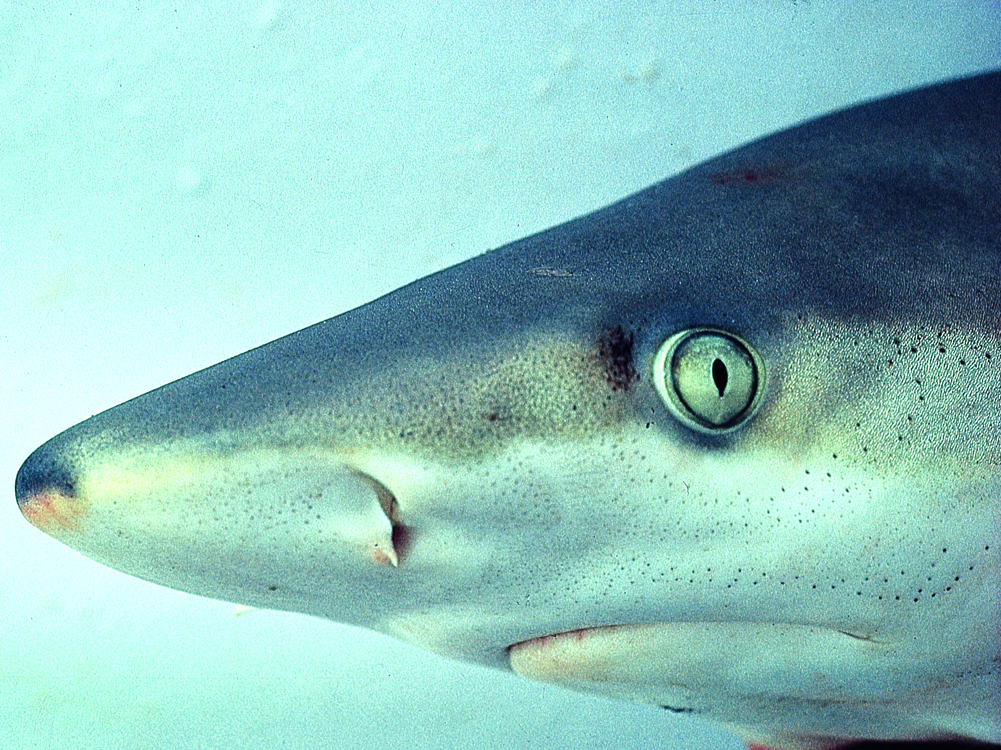
Détail de la tête et du bout du museau noir.

La première nageoire dorsale est petite et quelque peu falciforme, avec un sommet pointu et une bordure postérieure courte et libre ; son origine se trouve au niveau des bords arrière libres des nageoires pectorales. La deuxième nageoire dorsale est relativement grande, mais toujours inférieure à la moitié de la hauteur de la première. Il n'y a pas de crête entre les deux nageoires dorsales. Les nageoires pectorales sont courtes et effilées. Le corps est couvert de denticules dermiques se chevauchant et qui portent cinq à sept nervures longitudinales (trois chez les très jeunes individus) se terminant par trois à cinq dents. La coloration est d'un gris jaunâtre à verdâtre sur le dessus et blanc à jaune dessous. Une tache sombre caractéristique à la pointe du museau est plus ou moins visible, notamment chez les jeunes requins. Les extrémités de la deuxième nageoire dorsale, du lobe supérieur de la nageoire caudale du lobe supérieur et parfois de son lobe inférieur sont sombres. Les bordures arrière de la première nageoire dorsale et des nageoires pectorales et pelviennes sont plus claires. On compte entre 165 et 181 vertèbres. Le Requin nez noir mesure généralement 1,3 à 1,4 m de long pour un poids de 10 kg,. La longueur et le poids maximum enregistrés sont respectivement de 2,0 m et 18,9 kg.

## Biologie et écologie

### Alimentation
Le Requin nez noir est un prédateur de petite taille et vif, qui se nourrit de petits poissons parmi lesquels les Sars salèmes (Lagodon rhomboides), les Sciaenidae, les Sparidae, les anchois, les Ostraciidae et les Diodontidae, ainsi que de poulpes et d'autres céphalopodes. Quand il cherche à capturer une proie, sa vitesse lui permet de devancer de grands requins comme le Requin de récif (C. perezi),. Cette espèce peut former de grands bancs dans lesquels ils sont parfois associés à des anchois et des mulets. Les Requins nez noir montrent un degré élevé de philopatrie : les jeunes et les adultes ont été observés revenir à leur lieu de naissance pour s'y reproduire année après année.

### Prédateurs et parasites
Le Requin nez noir peut être la proie de plus grands requins, comme le Requin requiem de sable (C. obscurus) notamment, et des spécimens détenus en captivité ont été observés montrant une posture de menace apparente à l'encontre de plongeurs ou de membres nouvellement introduits de leur espèce. Cette posture se caractérise par un requin qui courbe le dos, abaisse ses nageoires pectorales, ouvre ses mâchoires béantes et nage avec des mouvements latéraux exagérés,. Les parasites connus de cette espèce comprennent les copépodes Nesippus orientalis, Perissopus dentatus, Pandarus sinuatus, Kroyeria sphyrnae, Nemesis atlantica et Eudactylina spinifera, ainsi que les ténias des genres Paraorygmatobothrium et Platybothrium,.

### Reproduction
Comme les autres requins de la famille des Carcharhinidae, le Requin nez noir est vivipare : après que les embryons en développement ont épuisé leur réserve en vitellus, le sac vitellin vide se développe en une connexion avec le placenta qui permet à l'embryon d'être nourri par la mère. Au large des États-Unis, les mâles sont connus pour se reproduire tous les ans, et les femelles tous les deux ans. Par contre, au large du nord-est du Brésil et dans le golfe du Mexique, le cycle de reproduction des femelles est suffisamment court pour leur permettre de se reproduire tous les ans,. La vitellogenèse (formation du vitellus dans l'ovaire) a lieu à la fin de l'été, et est immédiatement suivie de la copulation et de la fertilisation à l'automne ; le jeune naît le printemps ou l'été suivant. La saisonnalité de ces événements signifie que le cycle de reproduction est décalé de six mois entre les populations de l'hémisphère nord et celles de l'hémisphère sud. La période de gestation varie entre 8 mois pour les animaux au nord-est du Brésil à entre 9 et 11 mois pour ceux du sud-est des États-Unis.
Les femelles donnent généralement naissance à des portées de un à cinq jeunes dans des eaux peu profondes, comme les baies côtières ou les mangroves,. Bulls Bay, au large de la Caroline du Sud, est une pouponnière reconnue. Il n'y a pas de lien entre la taille de la mère et le nombre de petits. Les nouveau-nés mesurent en moyenne 45 à 50 cm de long,. Certaines études sur la croissance de ces animaux ont conclu à des différences entre mâles et femelles, mais ces différences pourraient être en fait plus visibles dans certaines populations que d'autres. Le Requin nez noir atteint la maturité à l'âge de 4 à 5 ans, quel que soit le sexe. Ils ont alors une longueur à la fourche d'environ 85 et 100 cm pour les femelles et 85 à 92 cm pour les mâles, cette taille dépendant de la zone géographique concernée,,,,. La longévité maximale connue pour un Requin nez noir est de 19 ans au large de la côte sud-est des États-Unis, et de 16,5 ans dans le golfe du Mexique.

## Distribution et habitat

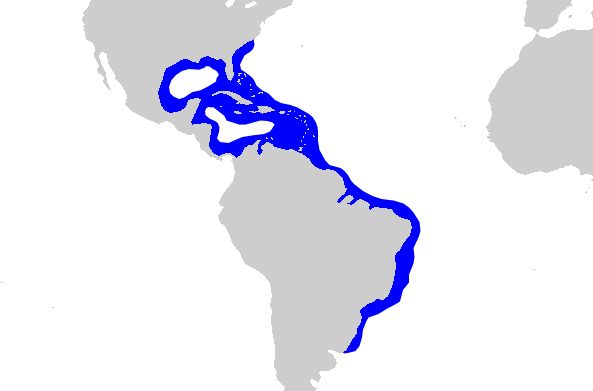
Répartition de l'espèce.

Le Requin nez noir vit au niveau des plateaux continentaux et insulaires situés au large de la côte est des Amériques, de la Caroline du Nord au nord jusqu'au sud du Brésil au sud, en comprenant les Bahamas, le golfe du Mexique et la mer des Caraïbes. Il fréquente les eaux côtières dans des habitats comme les herbiers marins ou des sols constitués de sable ou de débris de coquillage et de coraux. Généralement, seuls les jeunes requins sont rencontrés dans des eaux peu profondes, car les adultes préfèrent des profondeurs supérieures à 9 m et sont plus fréquents entre 18 et 64 m de fond,. Les Requins nez noir vivant au large de la côte atlantique sud des États-Unis migrent vers le nord en été et vers le sud (ou peut-être au large des côtes) en hiver ; une migration similaire est effectuée par les requins du golfe du Mexique.

## Taxinomie et phylogénie

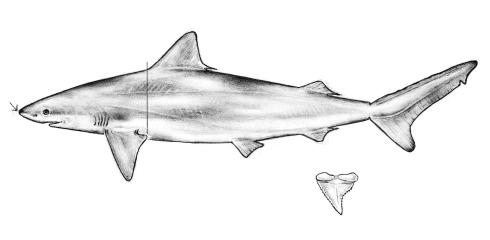
Esquisse d'un Requin nez noir et de l'une de ses dents de la mâchoire supérieure.

Le naturaliste cubain Felipe Poey publie la première description du Requin nez noir en 1860 sous la dénomination Squalus acronotus, dans son Memorias sobre la historia natural de la Isla de Cuba. Plus tard, d'autres auteurs le placent dans le genre Carcharhinus. Le spécimen type est un mâle mesurant 98 cm de long et capturé au large de Cuba. L'épithète spécifique acronotus vient des mots grecs acron signifiant « sommet », ou « extrémité » et notos signifiant « dos », et ce nom signifie « dos bossu », en référence à une caractéristique relevée par Poey lors de sa description. Le nom vulgaire et vernaculaire de ce requin en français est Requin nez noir,.
En s'appuyant sur des données morphologiques, Jack Garrick suggère en 1982 que le Requin nez noir peut être placé dans un groupe d'espèces comprenant Carcharhinus dussumieri et C. sealei, tandis que Leonard Compagno propose en 1988 de placer ce requin parmi un groupe comprenant cinq autres espèces, dont le Requin soyeux (C. falciformis) et le Requin à pointes noires (C. melanopterus). Les analyses moléculaires sont tout aussi équivoques : celle de Gavin Naylor en 1992 sur les allozymes a montré que l'espèce étant le membre du genre Carcharhinus placée le plus proche de la base du genre, tandis que l'analyse de l'ADN ribosomique de Mine Dosay-Abkulut en 2008 indique la proximité de l'espèce avec le Requin bordé (C. limbatus) ou le Requin tiqueue (C. porosus),.

## Relations avec l'Homme

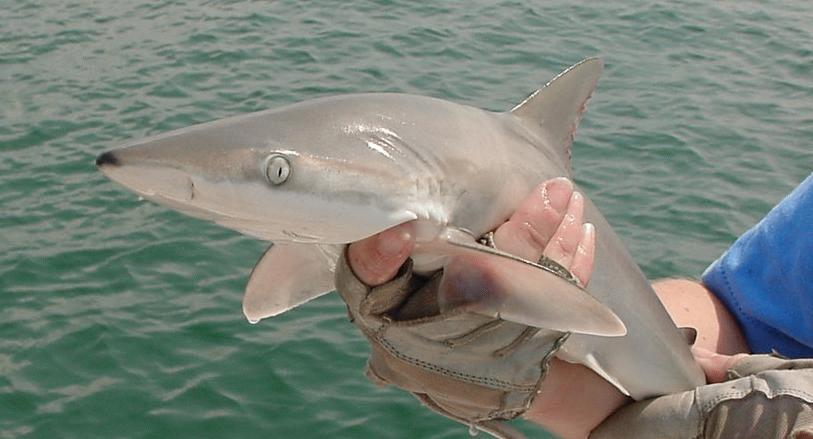
Le Requin nez noir ne représente pas de danger pour l'Homme.

Le Requin nez noir n'a jamais été impliqué dans une attaque sur un humain. Toutefois, il faut être vigilant quand il prend sa posture défensive caractéristique. Cette espèce est appréciée des adeptes de la pêche sportive, car il offre une résistance respectable. Il a également localement une importance commerciale, car il est pris intentionnellement ou comme prise accessoire par les filets et les palangres dans l'intégralité de son aire de répartition, et plus particulièrement au sud-ouest de la Floride, au Venezuela et au Brésil. Sa chair est vendue séchée et salée. Un grand nombre de Requins nez noir sont également pris accidentellement dans les chalutiers pêchant les crevettes, ce qui représente une menace pour cette espèce car beaucoup de prises sont de jeunes immatures,. Le fait que ce requin vive dans des eaux peu profondes le rend particulièrement sensible à la pêche, et le manque de zones d'alevinage adaptées multiplient la mortalité chez les jeunes.
Au large des États-Unis, la pêche du Requin nez noir est soumise à la législation de la National Marine Fisheries Service, via le Fisheries Management Plan (FMP) pour les requins de l'Atlantique et du Golfe du Mexique de 1993. Concernant les quotas commerciaux et les limites de prises, le Requin nez noir est classé parmi les « petits requins côtiers ». De 1999 à 2005, ce sont en moyenne 27 484 requins nez noir qui sont pris chaque année au large des côtes de ce pays. Un recensement récent mené par la National Oceanic and Atmospheric Administration (NOAA) a montré que les populations de l'espèce étaient désormais victimes de la surpêche et que la population déclinait au large des États-Unis. En 2009, la NOAA propose de créer un quota distinct pour le Requin nez noir, s'établissant à 6 065 requins par an, et d'interdire l'utilisation de filets pour pêcher des requins dans l'Atlantique. A contrario, les populations de Requin nez noir du Brésil semblent stables, et on ne dispose pas de données concernant la situation aux Caraïbes. L'Union internationale pour la conservation de la nature (UICN) considère cette espèce « quasi-menacée » dans son ensemble.